# احسین جفال
احسین جفال (انگلیسی: Ahcen Djeffal؛ زادهٔ ۱۲ دسامبر ۱۹۵۲) بازیکن هندبال اهل الجزایر بود.